# Gonzalo Montiel
Gonzalo Ariel Montiel, född 1 januari 1997 i González Catán, är en argentinsk fotbollsspelare som spelar för Sevilla i La Liga och det argentinska landslaget.
Montiel gjorde sin internationella debut för Argentina 2019. Han var en del av truppen som vann Copa América 2021 och VM 2022 i Qatar, samt gjorde det vinnande straffmålet i straffläggningen mot Frankrike i VM-finalen. 

## Klubblagskarriär
Montiel flyttade tidigt från sin hemstad och familj för att satsa på fotbollen. Redan som väldigt ung hade han skaffat sig en plats i River Plates akademi. I laget för årgången 97 var han lagkapten och visade tidigt bra egenskaper för ledarskap.  Senare kom han att platsa i startelvan för River Plates juniorlag (U19). Han spelade fem år i seniortruppen för CA River Plate i Buenos Aires. I River Plate spelade han 55 ligamatcher och 17 cupmatcher. Han gjorde aldrig mål i ligan men han gjorde tre mål sammanlagt i ligacupen och tre mål i Copa Libertadores under sin tid i River Plate.
Inför säsongen 2021/2022 flyttade han till Sevilla FC och skrev på ett femårskontrakt. Övergångssumma var 11 miljoner pund eller cirka 140 miljoner svenska kronor.  Fram till och med december 2022 har Montiel spelat 26 matcher i Sevilla, gjort ett mål och bidragit med 4 assist.

## Landslagskarriär
Montiel debuterade för Argentinas landslag den 22 mars 2019 i en träningslandskamp mot Venezuela.
I finalen i Världsmästerskapet i fotboll 2022 när Argentina mötte Frankrike blev Montiel inbytt i den 90:e minuten på ordinarie matchtid. Matchen stod då 2-2. Sedan när Argentina tagit ledningen i förlängningen och ledde matchen orsakade Montiel en straff genom att ta hands i eget straffområde den 118:e minuten. Frankrike gjorde mål på straffen och då även förlängningen slutade oavgjort avgjordes matchen med straffläggning. Montiel gjorde mål på Argentinas fjärde straff, ett lågt och hårt skott i målvaktens högra hörn, och avgjorde därmed straffläggningen och matchen och Argentina vann VM-guld. Målet var Montiels första i landslaget. Sammanlagt spelade han fem av lagets sju matcher under mästerskapet.

## Spelstil
Tidigt i karriären spelade Montiel mest som mittback. Senare har han utvecklat sitt spel och kan nu spela på alla positioner i backlinjen, men oftast mittback eller höger ytterback. Han är högerfotad.

## Livet utanför fotbollen
Montiel växte upp med sin mamma och pappa i lägre medelklassområdet Virrey del Pino i González Catán. Han har en äldre syster. Hans pappa var plattsättare och hans mamma jobbade inom vården tills hon blev tvungen att pansionera sig på grund av hennes hälsa. När Gonzalo Montiel hade tjänat in tillräckligt från fotbollen köpte han ett hus till sina föräldrar.